# Conselho de Defesa do Patrimônio Cultural de Campinas
O Conselho de Defesa do Patrimônio Cultural de Campinas (CONDEPACC) é um órgão consultivo, deliberativo e propositivo subordinado à Secretaria de Cultura e Turismo da Prefeitura de Campinas, município do interior paulista. O Conselho é responsável pela política de preservação Cultural da cidade de Campinas, desde sua fundação em 1987.

## Competência
Conforme o artigo 2º da Lei Municipal 5.885/1988,  compete ao CONDEPACC:
1. Definir a política municipal de defesa e proteção do patrimônio cultural, compreendendo o histórico, artístico, estético, arquitetônico, arqueológico, documental e ambiental do Município;
2. Coordenar, integrar e executar as atividades públicas referentes a essa política;
3. Proceder a estudos para elaboração e aperfeiçoamento de recursos institucionais e legais, genéricos ou específicos, para os fins dessa política;
4. Sugerir aos poderes públicos estadual ou federal medidas para cumprimento das exigências decorrentes da execução dessa política, inclusive a modificação da legislação em vigor;
5. Efetuar, sempre que necessário, gestões junto a entidades privadas, solicitando-lhes a colaboração na execução da política de que trata o item I deste artigo;
6. Elaborar o seu regimento interno; (Ver Decreto nº 9.546 , de 30/06/1988)

No entanto, desde sua fundação, a atuação do conselho teve maior ênfase com relação ao patrimônio cultural, conforme disse Antônio Augusto Arantes Neto, diferenciando-se de seus congêneres na esfera estadual (CONDEPHAAT) e federal (IPHAN), cujos objetivos se voltam ao patrimônio material, desde sua fundação.

## Composição
O CONDEPACC não é um órgão público tradicional como uma secretaria municipal, por exemplo, embora seja vinculado a uma. Seu principal traço distintivo é sua composição mista: Presidido pelo Secretário Municipal da Cultura e Turismo de Campinas, é composto por 28 outros conselheiros, oriundos de universidades (Unicamp e PUC Campinas), de organizações da sociedade civil (p. ex., IAC ACL AEAC IAB OAB, entre outros), de outros conselhos municipais, bem como da própria Prefeitura Municipal.